# 9836 Aarseth
9836 Aarseth (1985 TU) là một tiểu hành tinh vành đai chính được phát hiện ngày 15 tháng 10 năm 1985 bởi E. Bowell ở trạm Anderson Mesa thuộc Đài thiên văn Lowell.
Nó được đặt theo tên nhà thiên văn học Sverre Aarseth.